# Marchington Lake
Marchington Lake är en sjö i Kanada.   Den ligger i Kenora District och provinsen Ontario, i den sydöstra delen av landet, 1 300 km väster om huvudstaden Ottawa. Marchington Lake ligger 361 meter över havet. Arean är 35 kvadratkilometer. Den sträcker sig 8,5 kilometer i nord-sydlig riktning, och 23,2 kilometer i öst-västlig riktning.
I omgivningarna runt Marchington Lake växer i huvudsak blandskog. Trakten runt Marchington Lake är nära nog obefolkad, med mindre än två invånare per kvadratkilometer.